# Résolution 282 du Conseil de sécurité des Nations unies
Membres permanents
- Chine (Taïwan)
- États-Unis
- France
- Royaume-Uni
- URSS

Membres non permanents
- Burundi
- Colombie
- Espagne
- Finlande
- Nicaragua
- Népal
- Pologne
- Sierra Leone
- Syrie
- Zambie

Résolution no 281 Résolution no 283
La résolution 282 du Conseil de sécurité des Nations unies est adoptée à 12 voix contre zéro lors de la 1 549e séance du Conseil de sécurité des Nations unies le 23 juillet 1970.
Préoccupé par les violations de l'embargo sur les armes décrété contre l'Afrique du Sud dans la résolution 191, le Conseil a réitéré son opposition totale aux politiques de l'apartheid et a réaffirmé ses précédentes résolutions sur le sujet. Le Conseil a appelé les États à renforcer l'embargo sur les armes en cessant de dispenser une formation militaire aux membres des forces armées sud-africaines et en prenant les mesures appropriées pour donner effet aux dispositions de la résolution.
La résolution a été adoptée par 12 voix; la France, le Royaume-Uni et les États-Unis se sont abstenus.

### Sources
- (en) Cet article est partiellement ou en totalité issu de l’article de Wikipédia en anglais intitulé « United Nations Security Council Resolution 282 » (voir la liste des auteurs).

### Texte
- Résolution 282 Sur fr.wikisource.org
- Résolution 282 Sur en.wikisource.org